# Сабо, Ида
Ида Сабо (сербохорв. Ида Сабо / Ida Sabo, венг. Szabó Ida; 6 июля 1915, Печ — 24 ноября 2016, Нови-Сад) — югославская общественная и политическая деятельница венгерско-еврейского происхождения, Герой Социалистического Труда СФРЮ. В годы Народно-освободительной войны Югославии одна из руководителей партизанского движения в Воеводине, затем занимала ряд ответственных должностей республиканского, краевого (Сербия, Воеводина) и федерального уровня.

## Биография
Родилась 6 июля 1915 года в Пече (Венгрия). Венгерка по национальности. С 13 лет работала на текстильной фабрике, а затем в типографии Суботицы. Участвовала в рабочем и профсоюзном движении, с 1934 года член СКМЮ. Уехала затем в Любляну, в 1939 году была принята в Коммунистическую партию Югославии. Занимала должность секретаря Люблянского окружного комитета СКМЮ.
В составе группы коммунистов Ида Сабо в 1941 году вступила в партизанское подполье. В 1942 году была арестована, но затем освобождена. До конца войны в составе словенских партизан действовала как курьер. Входила в состав Люблянского окружного комитета СКМЮ, Словенского краевого комитета и Главного штаба НОАЮ в Словении.
После освобождения Югославии Сабо занимала различные посты в партийных органах в СР Словении, а затем в СР Сербии и в САК Воеводине. Избиралась в республиканские и союзные скупщины, с 1963 по 1967 годы заместитель председателя Республиканской скупщины Автономного Края Воеводина. С 1946 года заместитель председателя Воеводинского краевого комитета Антифашистского женского фронта. Деятель Союза объединений бойцов Народно-освободительной войны Югославии, Социалистического союза трудового народа Югославии. Член Президиума СФРЮ, Президиума Сербии и Совета Федерации СФРЮ.
Скончалась 24 ноября 2016 года в Нови-Саде. Кавалер орденов Героя социалистического труда, ордена Братства и единства, ордена «За заслуги перед народом», ордена «За храбрость», памятной партизанской медали 1941 года и других наград.